# Yamaguchi

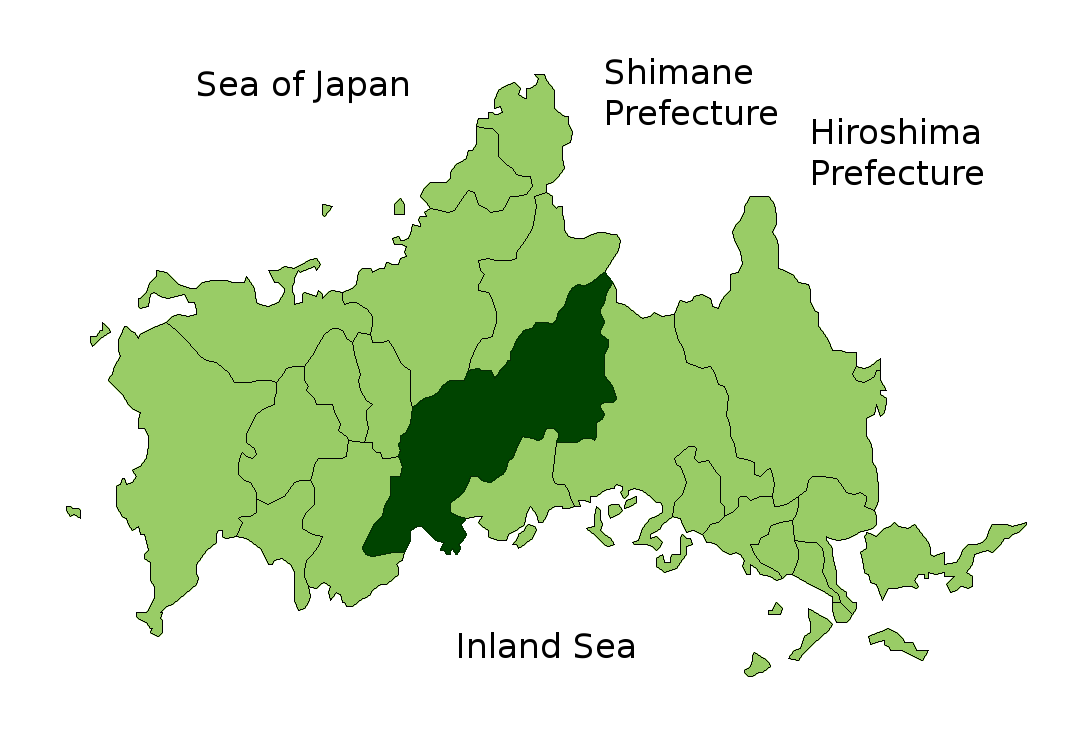

Yamaguchi (山口市 Yamaguchi-shi?) este un municipiu din Japonia, centrul administrativ al prefecturii Yamaguchi.

## Persoane născute
- Sayumi Michishige